# Autostrada AP-9 (Hiszpania)
Autostrada AP-9 (hiszp. Autopista AP-9), także Autopista del Atlántico (Autostrada Atlantycka) – autostrada w Hiszpanii przebiegająca przez teren wspólnoty autonomicznej Galicja.
Autostrada rozpoczyna się w Ferrol i przebiega przez Betanzos, Santiago de Compostela, Pontevedra, Vigo do granicy z Portugalią w Tui, gdzie dalej poprzez autostradę  biegnie do Porto. Na całej swojej długości jest częścią trasy europejskiej E1. Przejazd drogą jest płatny, a koncesjonariuszem autostrady jest 	Itínere.